# Lassie (série télévisée d'animation, 2014)
Pour les articles homonymes, voir Lassie.
Pour la série d'animation de 1972, voir Lassie (série télévisée d'animation, 1972).
Lassie est une série télévisée d'animation franco-indienne en 26 épisodes de 22 minutes, adaptée de la saga homonyme d'Eric Knight et créée en 2014.

## Synopsis
Le ranger Graham Parker et sa femme, le docteur vétérinaire Sarah Parker, veillent sur la faune et la flore de la vallée du Grand Mountain National Park, pendant que leur jeune fille Zoé, son ami Harvey, et la fidèle chienne Lassie goûtent chaque jour à l'aventure. De l'affrontement d'un gigantesque feu de forêt au sauvetage d'espèces protégées vivant dans la vallée, à chaque jour son lot de rebondissements et parfois de dangers.

## Fiche technique
Source : IMDb sauf référence contraire.
- Titre francophone : Lassie
- Titre anglophone : The New Adventures of Lassie
- Réalisation : Jean-Christophe Roger
- Scénario (supervision) : Jill Brett, Natalie Altmann, Clément Calvet, Valérie Baranski, d'après les personnages créés par Eric Knight
- Conception des personnages :  Perrine Rogier, Igor David, Jeroen Dejonckheere
- Musique : Guy Michelmore
- Son : Jean-Marie Viollet, Felix Davin, Alexandre Jaclain
- Montage : Thomas Belair
- Production : Clément Calvet, Jérémie Fajner, Shailaja Reddy
- Sociétés de production : DQ Entertainment et Superprod, avec la participation de Dreamworks Classic
- Sociétés de distribution : Superprod (France), Dreamworks Classics (États-Unis), ZDF (Allemagne)
- Pays de production :  États-Unis /  France /  Allemagne /  Inde
- Format : couleur - 1,77:1
- Nombre d'épisodes : 26 (1 saison)
- Durée : 22 minutes
- Dates de première diffusion : 
  -  Belgique : 1er janvier 2014 (RTBF)
  -  Canada : 8 février 2014 (TVO)
  -  France : 31 août 2014 (TF1)

## Distribution

### Voix françaises
- Laura Préjean : Lassie
- Camille Timmerman, puis Kaycie Chase : Zoé Parker
- Louis Dussol : Harvey Smith
- Nathalie Homs : Dr Sarah Parker
- Martial Le Minoux : Graham Parker, Looper, Houdini
- Boris Rehlinger : Biff Le Chien
- Brigitte Virtudes : la pie
- Serge Biavan : voix additionnelles
- Hervé Rey : Biff Le Chien (voix de remplacement)
- Romain Donda : Looper (voix de remplacement)

### Voix anglaises
- Matthew Géczy : Graham Parker
- Kaycie Chase : Zoé